# FK Antracyt
FK Antracyt (ukr. Футбольний клуб «Антрацит», Futbolnyj Kłub "Antracyt") – ukraiński klub piłkarski z siedzibą w Antracycie, w obwodzie ługańskim.

## Historia
Chronologia nazw:
- 19??—19??: Awanhard Antracyt (ukr. «Авангард» Антрацит)
- 19??—...: FK Antracyt (ukr. ФК «Антрацит»)

Drużyna piłkarska Awanhard Antracyt została założona w mieście Antracyt w XX wieku. Zespół występował w rozgrywkach mistrzostw i Pucharu obwodu woroszyłowgradskiego. W 1969 debiutował w Klasie B, 2 strefie ukraińskiej Mistrzostw ZSRR, w której zajął 7. miejsce. W 1970 w wyniku reorganizacji systemu lig ZSRR został zdeklasowany w rozgrywkach do Klasy B, 1 strefy ukraińskiej. Zajął w turnieju finałowym 6. miejsce, ale nie zakwalifikował się do grupy zespołów pozostających w rozgrywkach na szczeblu profesjonalnym. Potem kontynuował występy w rozgrywkach Mistrzostw i Pucharu obwodu.
Obecnie występuje w mistrzostwach obwodu ługańskiego jako FK Antracyt

## Sukcesy
- Klasa B, 2 strefa ukraińska:

7. miejsce: 1969